# Обчислювальні методи для вільного поверхневого потоку
У фізиці, вільний поверхневий потік являє собою поверхню рідкого середовища, що протікає і подається як перпендикуляр нормальної нульової напруги і паралельної напруги зсуву. Це може бути границею між двома однорідними рідинами, такими як вода у відкритому контейнері і повітрям в атмосфері Землі, які утворюють границю на відкритій поверхні контейнера. Обчислення вільної поверхні є складним через неперервні зміни в розташуванні пограничного шару. Звичайних методів обчислення є недостатньо для такого аналізу. Тому розроблено спеціальні методи для обчислення вільного поверхневого потоку.

## Вступ
Обчислення в потоках з вільними і зсувними межами подібне до потоку каналу отвору - нелегке завдання. Позиція границі відома тільки в початковий момент часу і його розташування в наступному часі можна визначити, використовуючи різні методи подібні до Interface Tracking Method і Interface Capturing Method.

## Граничні умови
Нехтуючи зміною фази на вільну поверхню, існують такі граничні умови.

### Кінематична умова
Вільна поверхня повинна бути різкою границею поділу двох рідких середовищ. Там не повинно бути ніякого потоку через цю границю, тобто
{\displaystyle {\displaystyle [(v-v}{\displaystyle _{b}}){\displaystyle .n]}{\displaystyle _{fs}}{\displaystyle =0,}}
ṁ{\displaystyle fs{\displaystyle =0}}
де  ‘fs’ є вільною поверхнею. Це означає, що нормальна складова швидкості рідини на поверхні дорівнює нормальній складової швидкості вільної поверхні.

### Динамічна умова
Сили, що діють на рідину вільної поверхні повинні знаходитися в рівновазі, тобто імпульс зберігається на вільній поверхні. Нормальні сили  будуть по обидва боки від вільної поверхні рівними і  протилежними за напрямком, а сили в тангенціальному напрямку повинні бути рівні як і за величиною, так і за напрямком.
{\displaystyle {\displaystyle (n.T)}{\displaystyle _{l}}{\displaystyle .n+}}{\displaystyle \sigma }{\displaystyle {\displaystyle K=-(n.T)}{\displaystyle _{g}}{\displaystyle .n,}}
{\displaystyle {\displaystyle (n.T)}{\displaystyle _{l}}{\displaystyle .t-}}{\displaystyle {d\sigma  \over dt}}{\displaystyle {\displaystyle =(n.T)}{\displaystyle _{g}}{\displaystyle .t,}}
{\displaystyle {\displaystyle (n.T)}{\displaystyle _{l}}{\displaystyle .s-}}{\displaystyle {\displaystyle {d\sigma  \over ds}}}{\displaystyle {\displaystyle =(n.T)}{\displaystyle _{g}}{\displaystyle .s,}}
Тут {\displaystyle \sigma } є поверхневим натягом, а n, t  і s одиничні вектори в локальній ортогональній системі координат (n,t,s) в вільній поверхні (n - це зовнішня нормаль до вільної поверхні в той час як дві інші лежать в дотичній площині і взаємно ортогональні). Індекси 'l' і  'g' позначимо, як рідину і газ, відповідно, а K є кривою вільної поверхні.
{\displaystyle {\displaystyle K=}{1 \over R_{t}}+{1 \over R_{s}}}
з {\displaystyle R_{t}} і {\displaystyle R_{s}}, що є радіусами кривої вздовж координат t  і s.
Поверхневий натяг σ - це сила на одиницю довжини елемента поверхні і яка діє по дотичній до вільної поверхні.
{\displaystyle f_{\sigma }=\sigma dl}
Для нескінченно малого елемента поверхні dS тангенціальні компоненти сили поверхневого натягу компенсують при σ = constant ,а нормальні компоненти можуть бути виражені у вигляді локальної сили, що призводить до дії тиску на поверхню.

## Методи обчислення

### Interface tracking method
Це є метод, який удосконалює вільну поверхню у вигляді різкого розмежування руху. У цьому методі гранична придатна сітка використовується і розширюється кожен раз, коли вільна поверхня переміщується.
Метод відстеження інтерфейсу(Interface tracking method) корисний в ситуаціях, як розрахунок обтікання для занурених тіл. Це робить лінеаризацію про незворушну вільну поверхню, тому функція висоти вводиться для вільної поверхні для піднесення незворушного стану.
{\displaystyle {\displaystyle Z=H(x,y,t)}}
Це дає кінематичній граничній умові новий вигляд:
{\displaystyle {\partial H \over \partial t}=u_{z}-u_{x}{\partial H \over \partial x}-u_{y}{\partial H \over \partial y}}
Це рівняння може бути інтегроване і швидкість рідини на вільній поверхні може бути отримане або шляхом внутрішньої екстраполяції, або за допомогою динамічної граничної умови. Для розрахунку потоку, метод FV широко використовується. Етапи консервативного методу FV для цього типу є такими:
- рівняння імпульсів розв'язуються для того, щоб отримати швидкість {\displaystyle u_{i}^{*}}на поточній вільній поверхні за допомогою зазначеного тиску.
- збереження локальної маси застосовуються в кожному CV шляхом вирішення рівняння тиску. Масивний спектр зберігається як глобально і локально, але швидкість  проводиться на вільну поверхню і дає потік ненульової маси.
- положення вільної поверхні коригується для компенсації потоку ненульовим масовим потоком з об'ємом в зв'язку з переміщенням кожної клітини вільної поверхні шляхом застосування кінематичних граничних умов.
- ітерацій, поки не має корекції не потрібно, і це задовольняє неперервність та імпульс рівнянь.
- перехід до наступного кроку часу.

Основна проблема з алгоритмом у цієї процедури полягає в тому, що є тільки одне рівняння для одного середовища, але велика кількість вузлів сітки переміщення. Щоб уникнути нестійкості і хвилі відображення, методу внесли такі зміни:
З попередніх кроків, ми можемо обчислити об'єм рідини, яка витікає або поза CV, щоб мати масовий стан. Щоб отримати координати вершин CV на вільній поверхні, ми маємо більше невідомих і менше рівнянь через одну об'ємну швидкість потоку для кожного середовища.  
Отже,CV визначаються в центрах клітин особи, а не вершини і вершини, які виходять шляхом інтерполяції. Це дає трьохдіагональну систему для 2D і яка може бути розв'язана за допомогою методу TDMA. Для 3D, метод прогонки і  також найкраще розв'язується одним з ітераційних методів.

### Interface capturing method
У розрахунку двох потоків рідкого середовища, а в деяких випадках інтерфейс може бути занадто складним, щоб відстежувати його, зберігаючи при цьому частоту повторного лову в мережі на прийнятому рівні. Не будучи в змозі зменшити частоту повторного лову в 3D можна ввести зруйнування генерації сітки і проєкції витрат, що робить обчислення з interface-tracking вже не можливим. У таких випадках техніка interface-capturing, яка зазвичай не вимагає кроків поновлення сітки, можна було б використовувати її з розумінням того, що інтерфейс не буде представлений точно, так як ми б з технікою interface-tracking. Метод, який не визначає інтерфейс як різку межу. Фіксована сітка виходить за межі вільної поверхні по якій проводиться обчислення. Для того, щоб визначити форму вільної поверхні, частка кожного середовища поблизу границі розподілу обчислюється, яка частково заповнена.

#### Схема MAC
Схема була запропонована Harlow і Welch в 1965р. У цьому методі невагомі частки вводяться в початковий момент часу на вільну поверхню. За рухом цієї невагомої частки слідує проходженням часу.
Перевага: Ця схема може обробити складні явища, як перекидання.
Недолік: В трьохвимірному потоці розв'язок рівнянь, що описує потік рідини, а також після руху одночасно вимагає високої обчислювальної потужності.

#### Схема VOF
Схема була запропонована Hirt і Nichols в 1981 р У цьому способі, частина клітини, зайнятої рідкої фази може бути обчислена шляхом вирішення транспортного рівняння, яке має наступний вигляд:
{\displaystyle {\partial c \over \partial t}+div(cv)=0}
де {\displaystyle c} являє собою частку обсягу заповнення. {\displaystyle c} = 1 для повного заповнення і {\displaystyle c} = 0 для повністю порожніх контрольних обсягів.
Тому в загальному, для методу VOF необхідно розв'язати три форми рівнянь, рівняння збереження маси, рівняння збереження для імпульсу, рівняння для заповненої фракції для кожного контрольного обсягу.
ЗАУВАЖЕННЯ: У НЕСТИСКУЮЧИХ ПОТОКАХ  ВИЩЕ НАВЕДЕНЕ РІВНЯННЯ ДАЄ ТАКІ Ж РЕЗУЛЬТАТИ З c І 1 , ДЕ c - ВИГОТОВЛЕННЯ ЩОДО ЗАБЕЗПЕЧЕННЯ ДОТРИМАННЯ ЗБЕРЕЖЕННЯ МАСИ.
Так як для схеми більш високий порядок є кращими в порівнянні схеми нижчого порядку, тому, щоб запобігти штучне змішування двох рідин, важливо, щоб запобігти проскакування і недоведення через умови 0 ≤ c ≤ 1. Для таких завдань, були внесені зміни в схеми MAC і VOF.

#### Зміни в схемах MAC і VOF
Маркер і метод мікросередовищ, у такій локальній сітці уточнення провадяться відповідно до наступних критеріїв:
Тільки клітини, які мають  0 < c < 1 уточнюються.
Цей метод є більш ефективним, ніж схема MAC, тому що тільки клітини на границях уточнюються. Але в цьому способі, вільна поверхня різко невизначена.

### Гібридний метод
Є деякі потоки рідини, які не підпадають під будь-який з цієї категорії, наприклад, аеровані потоки. Для обчислення таких двофазних потоків, які не попадають під будь-яку з розглянутих вище категорій, елементи запозичені з обох surface-capturing і surface-tracking  методів. Такий спосіб називається гібридним методом. У цьому методі, властивість рідини розмита над фіксованим числом точок сітки по нормалі до межі поділу. Тепер, як і в interface capturing методі, обидві рідини розглядаються як одна рідина з перемінними властивостями. Інтерфейс також відслідковуються як і в методі  interface-tracking, щоб запобігти його від розбиття шляху переміщення частинок з використанням маркерів, полів швидкостей, що генеруються розв'язками потоку. Додають як маркерні частки, так  і видалені, щоб підтримувати точність, зберігаючи приблизну відстань між ними.